# Yahoo! Respostas
Yahoo! Respostas (em inglês: Yahoo! Answers) foi um site criado pelo Yahoo! de perguntas e respostas. O site foi fundado em 28 de junho de 2005 nos Estados Unidos e no Brasil começou a funcionar a partir de 2006. O Yahoo Respostas foi encerrado em 4 de maio de 2021.
O Yahoo Respostas foi introduzido nos portais Yahoo! de diversos países, e em todos eles baseava-se num sistema de pontos. Quando o Yahoo Respostas foi criado, a versão verde permaneceu em todos os países até dezembro de 2013, com exceção dos Estados Unidos. Nos Estados Unidos o novo layout foi criado antes de 2014, para verificar se possuía bugs extremos para serem corrigidos antes de ir para os restantes dos países filiados. No Brasil, o site foi atualizado para todos em 24 de janeiro de 2014. A nova versão possuía novas ferramentas que não existiam na anterior. Em 1 de novembro de 2014, o site foi novamente mudado e como antes nos Estados Unidos já possuía a versão para ser aplicada e testada.

## Operação do site
Yahoo! Respostas permitia perguntas que não violavam as diretrizes da comunidade. Embora o próprio serviço fosse gratuito, o conteúdo das respostas eram de propriedade de seus respectivos usuários. - Enquanto Yahoo! mantinha um direito não-exclusivo e sem royalties em todo o mundo a publicar as informações, bate-papo era explicitamente proibido nas orientações comunitárias, embora categorias como Política e Religião e Espiritualidade fossem principalmente de opinião. Os usuários também poderiam optar por revelar a sua ID Yahoo! Messenger em suas respostas página de perfil.
As exclusões por usuários eram tratadas por um sistema de moderação do usuário, onde os usuários reportavam mensagens que violavam as diretrizes ou os Termos de Serviço. Posts eram removidos se recebessem peso suficiente de relatórios confiáveis (relatos de usuários com histórico de relatórios confiáveis). Exclusão poderia ser objecto de recurso: o recurso vencido recebia uma penalidade de 10 pontos; um sucesso retomava o cargo e reduzia a 'classificação confiança" (poder de relatórios) do repórter. Se um usuário recebesse um grande número de violações em um período relativamente curto de tempo ou uma violação muito grave esse mesmo usuário teria a conta suspensa. Em casos extremos, mas raros (por Termo de Uso violação), todo o abusador Yahoo! ID era desativado de repente, sem aviso prévio.
Para abrir uma conta, o usuário precisava de um ID Yahoo!, embora pudesse usar qualquer nome como identificação no Yahoo! Respostas. Um usuário poderia ser representado por uma imagem de vários sites de internet ou um avatar carregado gráfico feito pelo usuário para substituir o seu padrão Yahoo gráfico. O Yahoo! Avatars foi descontinuado em 2012. Ao responder uma pergunta, um usuário poderia procurar no Yahoo! ou Wikipedia, ou qualquer fonte de informação que o usuário desejasse, contanto que se mencionasse a fonte.
As perguntas eram inicialmente abertas para qualquer tempo sem a melhor resposta. No entanto, o autor da questão poderia optar por escolher uma melhor resposta para a pergunta após um mínimo de uma hora. No entanto, era possível comentar as respostas dos usuários a qualquer momento.
O sistema de pontos era ponderado para incentivar os usuários a responder a perguntas e limitar questões de spam. Havia também níveis (com limiares pontos), que davam mais acesso ao site. Os usuários também recebiam dez pontos para contribuir a "melhor resposta" que é selecionado pelo autor da questão da questão. A função de votação, que permitia que os usuários votassem para a resposta que eles consideravam a melhor, foi descontinuada em março de 2014.
Além de pontos atribuídos para a atividade, a equipe também poderia conceder pontos extras se eles estivessem impressionados com as contribuições de um usuário. O gerente da comunidade Yahoo Respostas afirmou que "power users" que defendessem a empresa deveriam ser agradecidos e recompensados.
Em 2012, o site havia atingido a marca de 250 milhões de usuários, além de mais de 300 milhões de perguntas respondidas.

## Sistema de pontos
A primeira vez que um usuário entrava no "Yahoo Respostas" recebia, de uma só vez, 100 pontos. O usuário que logava no Yahoo Respostas ganhava 1 ponto respectivamente a cada dia. A cada pergunta que você fazia, você gastaria 5 pontos do que você tinha anteriormente e escolhendo a melhor resposta você ganhava 3 pontos, dos 5 pontos que você havia perdido. A cada pergunta que você respondesse no site, você ganhava 2 pontos respectivamente.

## Sistema de níveis
|             | Nível 1    | Nível 2    | Nível 3       | Nível 4       | Nível 5       | Nível 6         | Nível 7    |
| ----------- | ---------- | ---------- | ------------- | ------------- | ------------- | --------------- | ---------- |
| Pontos      | 1 – 249    | 250 – 999  | 1,000 – 2,499 | 2,500 – 4,999 | 5,000 – 9,999 | 10,000 – 24,999 | 25,000+    |
| Questões    | 5          | 10         | 15            | 20            | 20            | 20              | 20         |
| Respostas   | 20         | 80         | 120           | 160           | 160           | 160             | 160        |
| Comentários | Sem limite | Sem limite | Sem limite    | Sem limite    | Sem limite    | Sem limite      | Sem limite |
| Segue       | 100        | 100        | 100           | 100           | 100           | 100             | 100        |
| Avaliações  | Sim        | Sim        | Sim           | Sim           | Sim           | Sim             | Sim        |

- Nível first - Nível mostrado somente quando o usuário tinha 10 pontos. Era possível apenas responder, nada mais.
- Nível 1 - Se podia fazer até 5 perguntas, 20 respostas, e poderia dar apenas 100 estrelas diariamente, e poderia avaliar outras respostas, os pontos eram entre 1 e 249 para ficar nesse nível.
- Nível 2 - Se podia fazer até 10 perguntas, 80 respostas, e poderia dar 100 estrelas diariamente, e poderia avaliar sem limites as respostas, os pontos eram entre 250 e 999.
- Nível 3 - Se podia fazer até 15 perguntas, 120 respostas, e poderia dar 100 estrelas diariamente, e poderia avaliar sem limites as respostas, os pontos eram entre 1.000 e 2.499
- Nível 4 - Se podia fazer até 20 perguntas, 160 respostas, e poderia dar 100 estrelas diariamente, e poderia avaliar sem limites as respostas, os pontos eram entre 2.500 e 4.999
- Nível 5 - Se podia fazer até 20 perguntas, 160 respostas, e poderia dar 100 estrelas diariamente, e poderia avaliar sem limites as respostas, os pontos eram entre 5.000 e 9.999
- Nível 6 - Se podia fazer até 20 perguntas, 160 respostas, e poderia dar 100 estrelas diariamente, e poderia avaliar sem limites as respostas, os pontos eram entre 10.000 e 24.999
- Nível 7 - O último nível. Se poderia fazer até 20 perguntas, 160 respostas, e poderia dar 100 estrelas diariamente, e poderia avaliar respostas sem limites, os pontos tinham que ser superiores à 25.000.

## Usuário Top
O sistema de pontos ostensivamente incentivava os usuários a responder a tantas perguntas quanto pudessem, até o seu limite diário. Uma vez que um usuário realizava, e desde que o usuário mantivesse um certo número mínimo de tais contribuições, o usuário poderia receber uma laranja "badge" sob o nome de seu avatar, nomeando ao usuário uma Top (TC). O usuário poderia perder este distintivo se não mantivesse o seu nível de participação. Uma vez que o usuário se tornava um "Top" em qualquer categoria, o emblema aparecia em todas as respostas, perguntas e comentários do usuário, independentemente da categoria. Uma pessoa poderia ser um Usuário Top em um máximo de 3 e 4 categorias. A lista dos Top contribuintes era atualizada a cada segunda-feira. Embora a equipe tivesse mantido em segredo as condições de se tornar um usuário top, muitas teorias existiam entre os usuários, por exemplo:
A manutenção de uma semana (mistério) "quota" de respostas na categoria. Quando se tornava um usuário top, o usuário deveria ter mais do que ou igual a 10% de Melhores respostas. O usuário deveria estar pelo menos no nível 2, embora tenha havido reivindicações que os usuários de primeiro nível com emblema fossem vistos. O usuário deveria se concentrar apenas em uma categoria especial para tornar-se um Usuário Top para essa categoria. Destes, nenhum tinha um estatuto oficial. Este recurso começou a 8 de março de 2007.

### Staff
O distintivo era visto sob os membros da equipe nome de Yahoo! Respostas.

### Oficial
Este tipo de identificação era encontrado no nome de celebridades (como mencionado acima) e departamentos do governo, como o departamento de saúde.

### Parceiros Conhecimento
Estes emblemas eram encontrados sob o nome das empresas ou organizações que compartilhavam seu conhecimento e experiência com os membros do Yahoo! Respostas pessoal.

## Estudos acadêmicos
Uma série de estudos analisaram a estrutura da comunidade e da interação entre askers e respondedores. Estudos da tipologia do usuário no site revelaram que alguns usuários respondiam a partir de conhecimento pessoal - "especialistas" -, enquanto outros usavam fontes externas para a construção de respostas - "Synthesists", com synthesists tendendo a acumular mais pontos de recompensa adâmica et al olhou nas redes ego de usuários e mostrou que era possível distinguir "responder às pessoas" de "pessoas de discussão" com o ex-encontrado em categorias especializadas de informação factual, como a matemática e os últimos mais comuns, em geral, as categorias de interesse, como o casamento e wrestling. Eles também mostraram que o comprimento da resposta é um bom preditor de escolha "melhor resposta". Kim e Oh olhou para as observações apresentadas por usuários na escolha de melhores respostas e mostrou que a integralidade de conteúdo, a viabilidade da solução e acordo pessoal/confirmação foram os mais critérios significativos.

## Qualidade das respostas
Os pesquisadores descobriram que as perguntas que procuram informações factuais receberam poucas respostas e que o conhecimento no Yahoo! Respostas não era muito profundo.
Apesar da presença de especialistas, acadêmicos e outros pesquisadores, a base do Yahoo! Respostas consistia em um grupo muito mais geral; por isso, era muito criticado por um grande número de questões duvidosas, como "Como bebês são formados?" ou "Como uma menina pode engravidar?", o que provocou memes na internet, e pela confiabilidade, validade e relevância das suas respostas. Um estudo de 2008 descobriu que Yahoo! Respostas era sub-ótimo para perguntas que exigiam respostas factuais e que a qualidade diminuía à medida que o número de usuários aumentava. Um jornalista observou que a estrutura Yahoo! Respostas fornecia principalmente a persistência de imprecisões, a incapacidade para corrigi-los e uma estrutura de ponto que premiava mais a participação do que a exatidão. Tudo indica que o site estava orientado no sentido de incentivar o uso do site, e não fornecendo informações precisas em respostas para perguntas. O número de questões mal formadas e respostas imprecisas faziam com que o site fosse um alvo de ridicularização. Da mesma forma, muitos posts em fóruns de Internet e em si mesmo no Yahoo! Respostas indicavam que Yahoo! Respostas atraía um grande número de trolls.
O site não possuía um sistema que filtrava as respostas corretas a partir das respostas incorretas. Ele apenas permitia que a comunidade de usuários escolhesse a melhor resposta a partir de um destaque. Uma vez que a "melhor resposta" era escolhida, não havia nenhuma maneira de adicionar mais respostas, nem para melhorar ou desafiar a melhor resposta escolhida pelos usuários; havia uma exibição de polegares para baixo ou polegares para cima para cada resposta, mas os espectadores não poderiam votar. Além disso, enquanto as "melhores respostas" poderiam ser brevemente comentadas, o comentário não era visível por padrão e era, portanto, difícil de ser lido (Mesmo que o usuário que postasse a questão não ffosse notificado, antes ou depois, a melhor resposta era escolhida, sobre um comentário sobre a questão ou sobre a melhor resposta). Se a melhor resposta escolhida era errada ou contivesse informações problemáticas, a única chance de dar uma resposta melhor (ou correta) seria a próxima vez que a mesma pergunta fosse feita, mas a resposta mais velha ainda iria provavelmente obter maior prioridade nos motores de busca. Qualquer nova resposta não iria provavelmente ser vista por qualquer pergunta original.

## Apagar uma pergunta
Quando a pergunta não obtinha resposta, esta poderia ser excluída clicando no ícone "apagar pergunta", que ficava dentro do "lápis". Quando ela recebia uma resposta, tornava-se inviável o processo de exclusão. Nesse caso, para apagar uma pergunta, o usuário deveria entrar em contato via e-mail com a equipe do Yahoo Respostas solicitando pedido de apagamento da pergunta. Se a pergunta não fosse uma violação, o usuário não perderia ponto. Agora, se a pergunta fosse uma infração e o usuário solicitasse a remoção do conteúdo, não perderia ponto, mas se o nível da infração fosse grave o usuário perderia 10 pontos e ainda correria o risco de ter sua conta suspensa.

## Sistema de denúncias
Em caso de perguntas ou respostas ofensivas, os participantes do serviço poderiam denunciar ao Yahoo! Respostas a pergunta ou resposta do usuário que violava as regras. Caso a pergunta ou a resposta recebesse um grande número de denúncias, era imediatamente excluída e o autor do abuso perderia 10 pontos. Em caso de várias denúncias sucessivas o usuário poderia ter sua conta excluída do site.

## Versão para dispositivos móveis
Em 8 de dezembro de 2016, o Yahoo anunciou o lançamento de uma versão móvel do site, chamada Yahoo Answers Now. O aplicativo contava com recursos como botão de curtir e envio de fotos, semelhante a uma rede social, e também permitia a inclusão de links externos para fontes que contribuíssem com as respostas.

## Países que possuíam o serviço
- Alemanha
- Argentina
- Austrália
- Brasil
- Canadá
- República Popular da China
- Coreia do Sul
- Espanha
- Estados Unidos
- Filipinas
- França
- Hong Kong
- Índia
- Indonésia
- Itália
- Japão
- Malásia
- México
- Nova Zelândia
- Reino Unido
- Singapura
- Tailândia
- Taiwan
- Vietnã

## Encerramento do Yahoo! Respostas
O Yahoo! Respostas já vinha sofrendo um grande declínio desde 2014 quando o novo layout roxo foi lançado. Embora disponibilizasse novas funções, o novo design do site não agradou os usuários, fazendo com que muitos deixassem de usar o "Respostas", tornando a página cada vez menos acessada.
No dia 5 de abril de 2021, o Yahoo! anunciou oficialmente via e-mail aos seus usuários que iria descontinuar os serviços do site sob a justificativa de "se concentrar em produtos que atendam melhor às necessidades dos seus usuários". A partir do dia 20 de abril, os usuários não puderam mais publicar novas perguntas e respostas, sendo possível apenas visualizar as já postadas antes dessa data. Após isso, o site permaneceu no ar até o dia 4 de maio de 2021, quando foi fechado definitivamente.